# Aurélien Pradié
Pour les articles homonymes, voir Pradié.
Aurélien Pradié, né le 14 mars 1986 à Cahors (Lot), est un homme politique français.
Membre de l'Union pour un mouvement populaire (UMP), devenue Les Républicains (LR), il est successivement conseiller général du Lot, maire de Labastide-Murat — devenue Cœur de Causse en 2016 — président de la communauté de communes du Causse de Labastide-Murat et conseiller régional d'Occitanie.
Élu député dans la 1re circonscription du Lot lors des élections législatives de 2017, il devient en 2019 secrétaire général de LR après l'élection de Christian Jacob à la présidence du parti. La liste Les Républicains qu'il conduit aux élections régionales de 2021 en Occitanie obtient 18,2 % des voix au second tour et 21 sièges au conseil régional. Il est l'un des six porte-paroles de Valérie Pécresse durant la campagne présidentielle de 2022. Il est réélu député pour un deuxième mandat lors des élections législatives de 2022.
Candidat à l'élection de 2022 du président des Républicains face à Éric Ciotti et Bruno Retailleau, il est éliminé au premier tour et devient dans la foulée vice-président de LR, avant d'être écarté de ce poste par Éric Ciotti, en raison de son opposition au projet de réforme des retraites de 2023.
Il quitte finalement le parti en juin 2024 à la suite de la volonté d'Éric Ciotti de faire alliance avec le Rassemblement national.

## Famille
Aurélien Pradié, né de parents gérants d'une petite entreprise du secteur agroalimentaire de négoce de noix, a un frère boulanger. À la suite d'un accident vasculaire cérébral (AVC), son père devient paraplégique. Aurélien Pradié déclare que cette épreuve « a forgé [s]on engagement », notamment sur les questions liées à la pauvreté et au handicap. À la suite de cet accident et de la baisse substantielle de revenus qui en découle, sa famille est contrainte de déménager.

## Formation et carrière professionnelle
Après une année de prépa sciences po au lycée rive gauche de Toulouse, Aurélien Pradié commence des études de droit à Toulouse mais quitte l'université sans aucun diplôme. De 2012 à 2015, il est collaborateur contractuel au cabinet du président du conseil départemental de l'Aveyron, Jean-Claude Luche. Il travaille pendant six mois, en 2014, pour l'entreprise agroalimentaire Andros, dont le siège est dans le Lot. 

## Parcours politique

### Début
À partir de 2007, il est président des Jeunes UMP du Lot.

### Mandats électifs dans le Lot
Lors des élections cantonales de 2008, il est élu au premier tour de scrutin sur le canton de Labastide-Murat, devenant le 2e plus jeune conseiller général de France derrière Jean Sarkozy en battant Lucien-Georges Foissac, son ancien instituteur. Sa campagne, menée au guidon de sa mobylette, est atypique.
Il est nommé par Marie Guévenoux, la dirigeante nationale des jeunes UMP, responsable de l'organisation dans le Lot. En 2011, Xavier Bertrand, ministre du Travail, lui confie une mission sur l'emploi des jeunes.
En 2012, il est candidat à 26 ans de la 1re circonscription du Lot pour l'UMP. Avec 40 % des voix au second tour, il est battu par la députée sortante Dominique Orliac (PRG). Ses comptes de campagne sont rejetés par le Conseil constitutionnel, ce qui lui vaudra une inéligibilité pour un an,, information qu'un internaute s'ingénie à masquer sur sa page Wikipédia à l'approche des élections régionales de 2021.
À l'issue des élections municipales de 2014, il est élu maire de Labastide-Murat, après que sa liste a recueilli plus de 70 % des voix (350 voix sur 476 exprimés). Il est élu dans la foulée président de la communauté de communes du Causse de Labastide-Murat. Dans cette fonction, il contribue notamment à implanter un pôle de santé sur la commune de Labastide-Murat. En 2016, il devient le premier maire de la commune nouvelle de Cœur de Causse.
Lors du redécoupage électoral qui précède les élections départementales de 2015, l'ancien canton de Labastide-Murat est coupé en deux et Labastide-Murat est fondue dans le grand canton de Causse et Vallées qui regroupe 47 communes. Aurélien Pradié dénonce alors un redécoupage pour le faire battre et renonce à briguer un nouveau mandat. En revanche, cette même année, il est élu conseiller régional d'Occitanie ; il siège à la commission Emploi, Formation professionnelle et Apprentissage, ainsi que la commission Agriculture et Appel d'offres. Il est alors tête de liste dans le département et enregistre un des scores les plus élevés de la région Occitanie[réf. nécessaire].
Le 5 janvier 2018, conformément à la loi sur le cumul des mandats, Aurélien Pradié démissionne de ses mandats de maire, président de communauté de communes et de conseiller régional. Il reste cependant conseiller municipal et conseiller communautaire.

### Député de la1recirconscriptiondu Lot depuis 2017

#### Élection
En juin 2016, il est investi par Les Républicains dans la première circonscription du Lot pour les élections législatives de 2017. Au soir du premier tour, avec 24 % des voix, il est devancé par Sébastien Maurel (28 %) de La République en marche et donné battu au second tour. Mais il crée finalement la surprise en étant élu député avec 51,3 % des voix,. Il creuse en particulier l'écart dans les zones rurales du département. Il devient un des plus jeunes députés de l'histoire du Lot et crée une nouvelle fois la surprise dans cette terre historiquement ancrée à gauche,.
Il parraine Laurent Wauquiez pour le congrès des Républicains de 2017, scrutin lors duquel est élu le président du parti,. Il est alors membre du mouvement « Les Populaires », lancé par Guillaume Peltier au sein des Républicains. En novembre 2018, il intègre le « contre-gouvernement » de Laurent Wauquiez, chargé du handicap et des solidarités.
Il est réélu député lors des élections législatives de 2022 avec 64,63 % des voix où il n'affronte pas de candidat de la majorité présidentielle.
Bien qu'affrontant au premier tour la majorité présidentielle lors des élections législatives de 2024, il est réélu avec 53,78% des voix dans une triangulaire face au RN et à LFI.

#### Travaux sur le handicap
En octobre 2018, il défend à l'Assemblée nationale une proposition de loi en faveur de l'inclusion des enfants et adolescents en situation de handicap au sein de l'école publique. Prévoyant également de donner un véritable statut et une meilleure rémunération pour les accompagnants de ces élèves, sa proposition de loi est soutenue par l'ensemble des groupes politiques. Elle est rejetée par le groupe La République en marche,. Le journal Les Échos indique qu'il « n'est parvenu à se faire entendre, sur sa proposition de loi […], qu'à la faveur d'un coup de gueule de l'insoumis François Ruffin contre le « sectarisme » de la majorité, qui venait de rejeter le texte à l'automne ».
En décembre 2018, Aurélien Pradié est désigné par la commission des Lois de l'Assemblée nationale pour conduire une mission parlementaire sur les droits fondamentaux des majeurs protégés en situation de handicap (tutelles, curatelles) aux côtés de la députée de l’Isère Caroline Abadie.

#### Proposition de loi contre les violences familiales
Le 28 août 2019, le député Aurélien Pradié dépose sa proposition de loi nommée « Agir contre les violences au sein de la famille ». Durant le mois de septembre, il auditionne des magistrats, femmes victimes, collectifs, associations, personnalités et acteurs de terrain. Le 10 octobre, dans l’hémicycle de l’Assemblée Nationale, il fait le décompte des femmes tuées par leurs conjoints ou ex-conjoints au cours de l’année 2019. Son texte est soutenu par l’ensemble des groupes parlementaires et par le Gouvernement.
Après avoir été adoptée par l’Assemblée nationale le 15 octobre 2019, la proposition de loi d'Aurélien Pradié est définitivement votée par le Sénat le 18 décembre 2019. Après dix heures de débats, tous les articles de la proposition de loi visant à agir contre les violences conjugales ont été adoptés à l’unanimité au Parlement. Une étape marquante dans la protection des femmes victimes de violences puisque cette loi porte notamment la généralisation du bracelet anti-rapprochement pour les auteurs de violences, la réduction forte du délai pour délivrer une ordonnance de protection, l’amélioration de l’accès au téléphone grave danger, ou encore la suspension de plein droit de l’exercice de l’autorité parentale pour les conjoints condamnés pour un crime à l’égard de l’autre parent. Le 28 décembre 2019, le Président de la République promulgue la loi dans sa totalité.

### Secrétaire général des Républicains depuis 2019
En octobre 2019, après l'élection de Christian Jacob à la présidence des Républicains, il devient secrétaire général du parti,. En vue de l'élection présidentielle de 2022, il soutient Xavier Bertrand et s'oppose à l'organisation d'une primaire par son parti, alors que Bruno Retailleau entend briguer l'investiture par cette procédure.

### Tête de liste aux élections régionales en Occitanie en 2021
Le 10 mars 2021, il est investi par LR comme chef de file aux élections régionales en Occitanie. Il conduit la liste Du courage pour l'Occitanie, coalition de la droite et du centre. À l'issue du 1er tour, il arrive en 3e position derrière la présidente socialiste sortante Carole Delga et la liste du RN. Il obtient un score de 12,19 %, ce qui fait de lui le candidat de la droite avec le plus mauvais score de métropole. Au second tour, il obtient 18,22 % des voix et 21 sièges au conseil régional d'Occitanie.
Réputé « intransigeant », il est controversé au sein du groupe LR du conseil régional, qu'il préside, et qui finit par se scinder en deux. Il se voit également reprocher de multiples absences injustifiées, notamment en commission.

### Porte-parole de Valérie Pécresse
Aurélien Pradié est désigné par Valérie Pécresse pour être l'un de ses six porte-parole durant la campagne de l'élection présidentielle de 2022, aux côtés d'Othman Nasrou, de Florence Portelli, d'Agnès Evren, de Guilhem Carayon et de Christelle Morançais.
Dans les semaines précédant l'élimination de Valérie Pécresse au premier tour, il incite le Président des Républicains, Christian Jacob à faire en sorte que le parti appelle à voter cette fois clairement pour le chef de l’État, Emmanuel Macron. Quelques jours après le second tour, Aurélien Pradié indique : « J'ai mis le bulletin Macron ».

### Candidature à la présidence du parti Les Républicains en 2022
Il lance durant l'été 2022 sa « précampagne » avant l’élection du président des Républicains prévue en décembre lors du congrès des Républicains de 2022, sans toutefois encore officialiser sa candidature.
En septembre 2022, il se porte candidat au congrès des Républicains pour succéder à Christian Jacob à la tête du parti,. Au cours de cette campagne, il défend l'idée de renouvellement des générations et des idées et appelle à ce que son parti, qu'il qualifie « d'EHPAD », se préoccupe davantage des questions économiques et sociales que d’immigration et d'islam. La presse relève toutefois qu'il s'est fait de nombreux ennemis auprès des cadres de son parti, dont beaucoup le décrivent comme « individualiste », « brutal » ou « arrogant »,. Affrontant Bruno Retailleau et Éric Ciotti, il est éliminé du second tour avec 22,29 % des suffrages. Son score est présenté comme « une percée » par Les Échos et comme « une performance notable » pour Libération qui relève qu'il était « peu connu des militants » et « l’outsider de ce scrutin »,. Éliminé au premier tour, Aurélien Pradié ne donne aucune consigne de vote pour le second tour entre Éric Ciotti et Bruno Retailleau, laissant les « adhérents libres de leur choix »,.

### Vice-président des Républicains pendant la réforme des retraites
Le 18 janvier 2023, il est nommé en compagnie de François-Xavier Bellamy, au poste de vice-président des Républicains, par le nouveau président Éric Ciotti. Lors de la présentation du projet de réforme des retraites, il devient le « M. Carrières longues » des débats, réclamant que personne n’ait à cotiser plus de 43 ans pour partir à taux plein, au nom d'une droite sociale, qui « parle à la France qui travaille ». Le 18 février 2023, en pleine discussion sur cette réforme des retraites, contestée par les huit premiers syndicats dans la rue, Éric Ciotti le démet de ses fonctions, jugeant que ses « prises de position répétées » ne sont « plus conformes avec les valeurs » du parti,. Il répond en s'inquiétant que son parti se soit « coupé des catégories populaires » en semblant divisé sur la question.
Bruno Retailleau, ex-lieutenant de François Fillon, avec qui ses « relations sont glaciales », approuve cette éviction, en dénonçant une « dérive socialisante », mais sept membres de l'équipe dirigeante des LR écrivent à Éric Ciotti pour lui reprocher la destitution d'Aurélien Pradié et demandent une rencontre, sans laquelle ils « ne participeront plus aux réunions » au siège.
Après l'utilisation par Élisabeth Borne de l’article 49.3 pour faire adopter la réforme des retraites, un tiers des députés LR, dont il fait partie, vote la motion de censure transpartisane du groupe centriste Liot, désobéissant ainsi à Éric Ciotti et Bruno Retailleau.

### Prise de distance avec les Républicains
Il annonce, le 26 juin 2024, qu'il n’est pas candidat sous l'étiquette Les Républicains, à quatre jours des élections législatives anticipées de 2024, dans un entretien à La Dépêche du Midi. Après avoir été « l’un des plus sévères » avec Éric Ciotti, qui, selon lui, aurait « trahi la droite », il estime qu'il faut « le sortir de force du bureau du général de Gaulle » ; il déplore que le nom des Républicains soit « rincé et abîmé », par celui qui a été lors de la réforme des retraites de 2023, « la béquille du macronisme ». Il se présente finalement sous l'étiquette de son micro-parti « Du courage », déjà créé en 2021 lors des élections régionales. « Nous sommes trente candidats, dont dix sortants, en France à ne pas se rattacher à LR présidé par Éric Ciotti » mais à ce parti qui est « une graine pour la suite », déclare-t-il. Le député LR Pierre-Henri Dumont le soutient dans cette prise de position,.

## Orientation politique

### Droite sociale
Proche de Xavier Bertrand,,, Aurélien Pradié revendique son appartenance à l'aile sociale des Républicains, en s'engageant en particulier sur des thématiques sociales comme la pauvreté, le handicap ou les violences faites aux femmes. Il revendique souvent son attachement aux figures et à la pensée politique de Georges Pompidou et de Jacques Chirac. Selon lui, la droite républicaine doit se préoccuper autant des questions sociales, issues de l'héritage gaulliste, que des questions régaliennes.

### Propositions et prises de position
Engagé sur la question de la pauvreté, il estime en janvier 2021 que « l'accès à l'alimentation est la première urgence » et propose plusieurs mesures d'urgence : un plan chiffré à 11 milliards d'euros comprenant la distribution de chèques alimentaires d'un montant de 450 euros par trimestre aux 6,6 millions de bénéficiaires de l'allocation logement, le renforcement de l'amende contre les distributeurs qui détruisent de la nourriture ou encore la limitation des frais bancaires.
Il défend la création d'un « revenu vital », un revenu universel fixé à 715 euros (soit 40 % du revenu médian), remplaçant la plupart des aides sociales existantes, une proposition rejetée par Christian Jacob, le président des Républicains. Inspiré par la pensée sociale du Général de Gaulle, il plaide également pour le développement de l'intéressement et de la participation dans le monde de l'entreprise. Il défend également la semaine de quatre jours soutenue par la Confédération générale du travail (CGT).
Il interroge la responsabilité du libéralisme économique dans la crise sanitaire liée à la pandémie de Covid-19 en 2020 : « On n’évitera pas d’interroger le libéralisme, c’est une évidence […]. La question fondamentale est là : l’idée que l’argent serait la seule échelle de valeur et que l’État n’a plus aucun rôle à jouer ».
En 2022, se revendiquant comme l'héritier du chiraquisme,, il appelle la droite à « tourner la page du sarkozysme ».
Au sujet de la mise en œuvre de la laïcité, il est parfois en faveur de l'interdiction du port du voile religieux dans tout l’espace public, mais parfois pour « défendre les femmes qui veulent porter le voile dans l’espace public » ; il se prononce aussi pour le port de l'uniforme par les élèves du secondaire et de l'université avant de faire machine arrière en proposant que les universités aient simplement la liberté de fixer des « tenues (…) pas des uniformes, mais un vêtement d’appartenance [par exemple] un polo [porté par tous les élèves] lors des examens ». Il assure ensuite ne pas avoir « prononcé le mot » d’uniforme à l’université.
Il fréquente régulièrement le club d'influence Le Siècle où se côtoient des figures de la politique et des affaires.

## Condamnation et controverses

### Inéligibilité
En 2013, Le Conseil constitutionnel déclare Aurelien Pradié inéligible pour une période d'un an. Le Conseil constitutionnel estime dans son jugement du 8 février 2013 que l'apport personnel s'est révélé fictif, ce qui a eu pour conséquence une présentation du compte de campagne en déficit  concernant les élections législatives de juin 2012,.

### Accusations d'homophobie
Lors d'une séance de questions au gouvernement à l'Assemblée nationale en 2022, Aurélien Pradié commente une intervention de la députée Sandrine Rousseau sur la variole du singe — une maladie qui suscite « la honte » chez les homosexuels qui en sont atteints — avec la remarque : « c'est surtout une honte pour les singes ». Cette remarque retranscrite dans le compte rendu de la séance, est démentie par Pradié, qui déclare ne jamais l'avoir dite. Rousseau dépose un recours à l'assemblée « au titre de l’homophobie manifeste de cette remarque ». RTL indique qu'une source de la station de radio « présente au moment des débats, confirme la sortie telle que rapportée ». France Info parle de polémique en précisant qu'une immunité parlementaire protège Pradié de poursuites judiciaires.

## Résultats électoraux

### Élections législatives
| Année | Parti  | Parti | Circonscription | 1er tour | 1er tour | 1er tour | 2d tour | 2d tour | 2d tour |
| Année | Parti  | Parti | Circonscription | Voix     | %        | Rang     | Voix    | %       | Issue   |
| ----- | ------ | ----- | --------------- | -------- | -------- | -------- | ------- | ------- | ------- |
| 2012  |        | UMP   | 1re du Lot      | 11 321   | 25,34    | 2e       | 17 342  | 40,15   | Battu   |
| 2017  |        | LR    | 1re du Lot      | 9 929    | 24,64    | 2e       | 16 358  | 51,32   | Élu     |
| 2022  | 19 352 | LR    | 1re du Lot      | 45,46    | 1er      | 25 615   | 64,63   |         | Élu     |
| 2024  |        | DC    | 1re du Lot      | 22 180   | 42,25    | 1er      | 28 049  | 53,78   | Élu     |

### Élections régionales
Les résultats ci-dessous concernent uniquement les élections où il est tête de liste.
| Année | Liste | Liste         | Région    | 1er tour | 1er tour | 1er tour | 2d tour | 2d tour | 2d tour | Sièges obtenus |
| Année | Liste | Liste         | Région    | Voix     | %        | Rang     | Voix    | %       | Rang    | Sièges obtenus |
| ----- | ----- | ------------- | --------- | -------- | -------- | -------- | ------- | ------- | ------- | -------------- |
| 2021  |       | LR-UDI-LC-LMR | Occitanie | 183 980  | 12,19    | 3e       | 278 258 | 18,22   | 3e      | 21 / 158       |

## Détail des mandats et fonctions

### À l’Assemblée nationale
- Depuis le 21 juin 2017 : député de la première circonscription du Lot.

### Au niveau local
- 9 mars 2008 – 23 mars 2014 : conseiller municipal de Vaillac.
- 21 avril 2008 – 2 avril 2015 : conseiller général du Lot, élu dans le canton de Labastide-Murat.
- 30 mars 2014 – 31 décembre 2015 : maire de Labastide-Murat.
- 16 avril 2014 – 5 janvier 2018[20] : président de la communauté de communes du Causse de Labastide-Murat.
- 1er janvier 2016 – 5 janvier 2018[20] : maire du Cœur de Causse.
- 4 janvier 2016 – 5 janvier 2018[20] : conseiller régional d'Occitanie.
- 5 janvier 2018[20] - 2 juillet 2021 : conseiller municipal du Cœur de Causse et conseiller communautaire de la communauté de communes du Causse de Labastide-Murat.
- Depuis le 2 juillet 2021 : conseiller régional d'Occitanie.

## Distinctions
En février 2020, Aurélien Pradié reçoit la récompense de « député de l'année » attribuée par Le Trombinoscope.

## Publication
- Tenir bon, éditions Bouquins, 2023[91].